# Dębno (jezioro w powiecie brodnickim)
Dębno – jezioro w woj. kujawsko-pomorskim, w powiecie brodnickim, w gminie Zbiczno, leżące na terenie Pojezierza Brodnickiego.

## Dane morfometryczne
Powierzchnia zwierciadła wody według różnych źródeł wynosi od 59,0 ha do 59,5 ha.
Zwierciadło wody położone jest na wysokości 76,6 m n.p.m. lub 77,0 m n.p.m. Średnia głębokość jeziora wynosi 5,5 m, natomiast głębokość maksymalna 15,9 m.
W oparciu o badania przeprowadzone w 2001 roku wody jeziora zaliczono do II klasy czystości i II kategorii podatności na degradację.
W roku 1993 wody jeziora zaliczono do wód III klasy czystości.